# Ryan Nelsen
Ryan William Nelsen (ur. 18 października 1977 w Christchurch) – nowozelandzki piłkarz, który występował na pozycji środkowego obrońcy. Od 2013 roku jest trenerem kanadyjskiego Toronto FC, występującego w rozgrywkach MLS.

## Kariera klubowa
Po ukończeniu St. Thomas of Canterbury College Nelsen wyjechał do Stanów Zjednoczonych, a tam uczęszczał do Greensboro College w Karolinie Północnej. Po dwóch latach spędzonych w Greensboro i występach w drużynie uniwersyteckiej (m.in. awans do Final Four NCAA Division III) w 1999 roku przeniósł się na Stanford University, gdzie przez kolejne dwa lata grał w drużynie piłkarskiej. W swoim pierwszym sezonie został wybrany MVP rozgrywek i mianowany do NSCAA All-American, czyli jedenastki sezonu.
W 2001 roku Nelsen został wybrany w drafcie Major League Soccer przez drużynę DC United. W swoim pierwszym sezonie rozegrał 19 spotkań, a w 2002 roku był już podstawowym zawodnikiem stołecznego zespołu. W 2003 roku Nowozelandczyk został mianowany kapitanem zespołu, zastępując w tej roli Boliwijczyka Marca Etcheverry’ego. W tym samym sezonie został wybrany do najlepszej jedenastki Major League Soccer. W 2004 roku powtórzył to osiągnięcie oraz wywalczył czwarty w historii DC United tytuł mistrza MLS, dzięki zwycięstwu 3:2 w finale z Kansas City Wizards. Był to też ostatni sezon Ryana w zespole DC United. Łącznie rozegrał w jego barwach 68 spotkań i strzelił 7 goli oraz zaliczył 5 asyst.
W styczniu 2005 roku Nelsen odszedł do angielskiego Blackburn Rovers, do którego trafił na zasadzie wolnego transferu. Początkowo pojawiły się problemy z pozwoleniem na pracę dla zawodnika, jednak 15 stycznia tamtego roku zadebiutował w Premier League w wygranym 1:0 wyjazdowym spotkaniu z Portsmouth F.C. Do końca sezonu grał w podstawowym składzie Rovers i zajął z nimi 15. miejsce w lidze. Z kolei w sezonie 2005/2006 zajął 6. pozycję, gwarantującą start Blackburn w rozgrywkach Pucharu UEFA, pomimo tego, ze ostatnie tygodnie sezonu Ryan spędził na leczeniu kontuzji stopy. W sezonie 2006/2007 awansował do fazy grupowej Pucharu UEFA, ale z powodu kolejnego urazu, tym razem ścięgna, rozegrał zaledwie 11 spotkań w Premiership. Jeszcze w trakcie sezonu po powrocie do gry został mianowany kapitanem zespołu, a latem 2007 przedłużył kontrakt z Blackburn o kolejne 5 lat. W 2008 był z Rovers 7. w lidze.
2 lutego 2012 roku przeszedł na zasadzie wolnego transferu do Tottenhamu Hotspur. 25 maja został zwolniony z kontraktu.
18 czerwca 2012 roku podpisał roczny kontrakt z Queens Park Rangers. 22 stycznia 2013 roku Nelsen rozegrał swój ostatni mecz w barwach angielskiego klubu przeciwko Manchesterowi City. Spotkanie zakończyło się remisem 0:0.
| Sezon   | Klub                | Kraj              | Rozgrywki           | Mecze | Bramki |
| ------- | ------------------- | ----------------- | ------------------- | ----- | ------ |
| 2001    | DC United           | Stany Zjednoczone | Major League Soccer | 19    | 0      |
| 2002    | DC United           | Stany Zjednoczone | Major League Soccer | 20    | 4      |
| 2003    | DC United           | Stany Zjednoczone | Major League Soccer | 25    | 1      |
| 2004    | DC United           | Stany Zjednoczone | Major League Soccer | 17    | 3      |
| 2004/05 | Blackburn Rovers    | Anglia            | Premier League      | 15    | 0      |
| 2005/06 | Blackburn Rovers    | Anglia            | Premier League      | 31    | 0      |
| 2006/07 | Blackburn Rovers    | Anglia            | Premier League      | 12    | 0      |
| 2007/08 | Blackburn Rovers    | Anglia            | Premier League      | 22    | 0      |
| 2008/09 | Blackburn Rovers    | Anglia            | Premier League      | 35    | 1      |
| 2009/10 | Blackburn Rovers    | Anglia            | Premier League      | 28    | 4      |
| 2010/11 | Blackburn Rovers    | Anglia            | Premier League      | 28    | 3      |
| 2011/12 | Blackburn Rovers    | Anglia            | Premier League      | 1     | 0      |
| 2011/12 | Tottenham Hotspur   | Anglia            | Premier League      | 5     | 0      |
| 2012/13 | Queens Park Rangers | Anglia            | Premier League      | 21    | 1      |

## Kariera reprezentacyjna
W reprezentacji Nowej Zelandii Nelsen zadebiutował 19 czerwca 1999 roku w zremisowanym 0:0 towarzyskim spotkaniu z Polską. Do 2004 roku pełnił funkcję kapitana drużyny „All Whites”. W 2008 roku został powołany do kadry na Igrzyska Olimpijskie w Pekinie jako jeden z trzech starszych zawodników obok Simona Elliotta i Chrisa Killena. Jednak zagra jedynie w dwóch pierwszych spotkaniach z powodu rozpoczęcia rozgrywek Premier League.

## Kariera trenerska
W styczniu 2013 roku został trenerem Toronto FC.